# 5 kanał
5 kanał (ukr. 5 канал) – ukraiński prywatny kanał telewizyjny, uruchomiony w 2003 roku, który transmituje wyłącznie wiadomości. Właścicielem tej stacji są spółki „Ukraiński przemysłowo-inwestycyjny koncern”, „EkspresInform-studia”, „Cacao and Sugar International” i „Transat-Brok”, które są związane z byłym Prezydentem Ukrainy Petro Poroszenką. Kanał jest udostępniony przez telewizję naziemną w formacie 16:9, kablową, satelitarną – w wersji SD 576i oraz cyfrową telewizję naziemną (DVB-T2) – w multipleksie MUX-2. Utworzony przez firmy medialne NBM i Expres-inform.
W czasie pomarańczowej rewolucji telewizja całodobowo transmitowała wydarzenia z Placu Niepodległości w Kijowie. W lutym 2005 zmieniono profil telewizji na ściśle informacyjny.